# 深圳IO
《深圳 I/O》是一款解谜类视频游戏，同时也是一款编程游戏。它由 Zachtronics为运行Microsoft Windows、Linux和macOS操作系统的个人电脑开发。这款游戏最初发行于2016年11月。

## 玩法
《深圳 I/O》是一款被设定在不久的将来的解谜类视频游戏。玩家在其中扮演一名移居中国深圳的电气工程师角色，为虚构的“深圳龙腾电子科技”公司工作。 玩家在其中将会构建电路，并编写程序来运行电路，以完成游戏中客户提出的任务。 游戏中出现的程序语言与汇编语言十分相似，并且有着与现实世界中的简单电路非常类似的电路元件。

## 开发与发行
《深圳 I/O》由Zachtronics开发。 这款游戏被视为他们先前发行的游戏《TIS-100》的理念继承者。那是一款在2015年发行的编程解谜类游戏。 与前作一样，《深圳 I/O》也同样是为那些对编程感兴趣的受众开发。 最初开发者扎克·巴斯阅读安德鲁·黄所写的关于他深圳生活经历的博客时，萌生了将中国的大型电子高科技产品组装聚集地深圳设定为游戏发生背景的想法。
这款游戏搭载了相比《TIS-100》更为亲和的用户界面和更丰富的人物阵容。 发行商 Zachtronics 并不愿意在游戏中包含玩家引导， 而是选择了在游戏中内置一本丰富且有帮助的用户手册。 提示性元素则融入了用户手册和游戏中玩家要创造的虚拟产品的任务提示之中。
Zachtronics 在2016年9月发布了《深圳 I/O》， 并在 2016年10月通过Steam Early access通道发布了仍处于开发过程中的版本。 游戏在2016年11月17日以Early access形式登录Linux、 macOS和Windows平台。 六个月的开发后，游戏正式发行。
Zachtronics 采纳了玩家意见，随后在《深圳 I/O》内置了迷你游戏《深圳纸牌》，同时将其在2016年12月16日以独立形式发行。

## 反响
《深圳 I/O》受到了《石头、纸张、猎枪》作者布伦登·加德维尔的喜爱。
尽管《深圳 I/O》有着比前作《TIS-100》更高的售价, Zachtronics 依然注意到在早期访问阶段的《深圳 I/O》销售得更加快。
该作在独立游戏节获得了「精彩设计」奖项提名。播客节目《内核恐慌》在第 44 期节目中讨论了该游戏并作出推荐。